# Billy (Me First and the Gimme Gimmes)
Billy è il secondo singolo della cover band statunitense Me First and the Gimme Gimmes, pubblicato per la Epitaph Records l'11 gennaio 1996. Questo singolo è composto di cover di Billy Joel.

## Tracce
1. Only the Good Die Young – 3:33
2. Uptown Girl – 2:22

## Formazione
- Spike Slawson - voce
- Joey Cape - chitarra
- Chris Shiflett - chitarra
- Fat Mike - basso, voce
- Dave Raun - batteria